# Capilla de la Sorbona
La capilla [de] santa Úrsula de la Sorbona (en francés: chapelle sainte Ursule de la Sorbonne), o simplemente capilla de la Sorbona, es un edificio religioso enclavado en el complejo monumental de la Sorbona, en el barrio latino del V distrito de París. Constituyó la capilla privada de la universidad de la Sorbona y después de las facultades universitarias de París en el siglo XIX. La capilla actual fue reconstruida en el siglo XVII por el cardenal de Richelieu, del que también fue el mausoleo.
La capilla de la Sorbona fue objeto de una clasificación en el título de los monumentos históricos el 10 de febrero de 1887.

## Historia
Ya en la Edad Media, el collège de Sorbonne había sido equipado con una capilla para albergar las devociones de los estudiantes alojados en la institución. Era un edificio gótico de planta en cruz latina del que todavía se puede ver la traza en el patio de honor de la Sorbona actual. Los cimientos de esta capilla, construida hacia 1326, se encontraron durante la reconstrucción de la Sorbona en 1897. Parece ser que se habría dedicado a las Once mil vírgenes.
Cuando en 1622, el cardenal Richelieu se convirtió en director de la universidad de la Sorbona, este última era solo una colección de edificios dispares y deteriorados, agrupados alrededor de la primera capilla. Ya en 1626, el cardenal encargó a Jacques Lemercier reconstruir el conjunto en un estilo clásico. El cardenal previó desde sus inicios la integración de su futuro mausoleo en la capilla, y por eso fue objeto de una gran atención. Pero con el rápido ascenso de Richelieu durante esos mismos años, el proyecto evolucionó de manera significativa. La capilla original, que se conservaría en el proyecto de 1626 para servir de separación entre dos patios simétricos, finalmente fue demolida. Se construirá una nueva capilla en el sitio del  collège de Calvy, despejando un vasto patio para una Sorbona ampliada. Estas evoluciones en los planes del arquitecto tuvieron repercusión en la cronología de la construcción: los trabajos en la universidad comenzaron en 1627, pero hasta 1635 Richelieu no colocó la primera piedra de la capilla. Después de la Journée des Dupes, el proyecto creció aún más. No se completará hasta el año de la muerte del cardenal en 1642, cuyo funeral se lleva a cabo en un decorado de obras.

## Arquitectura

### Concepción general

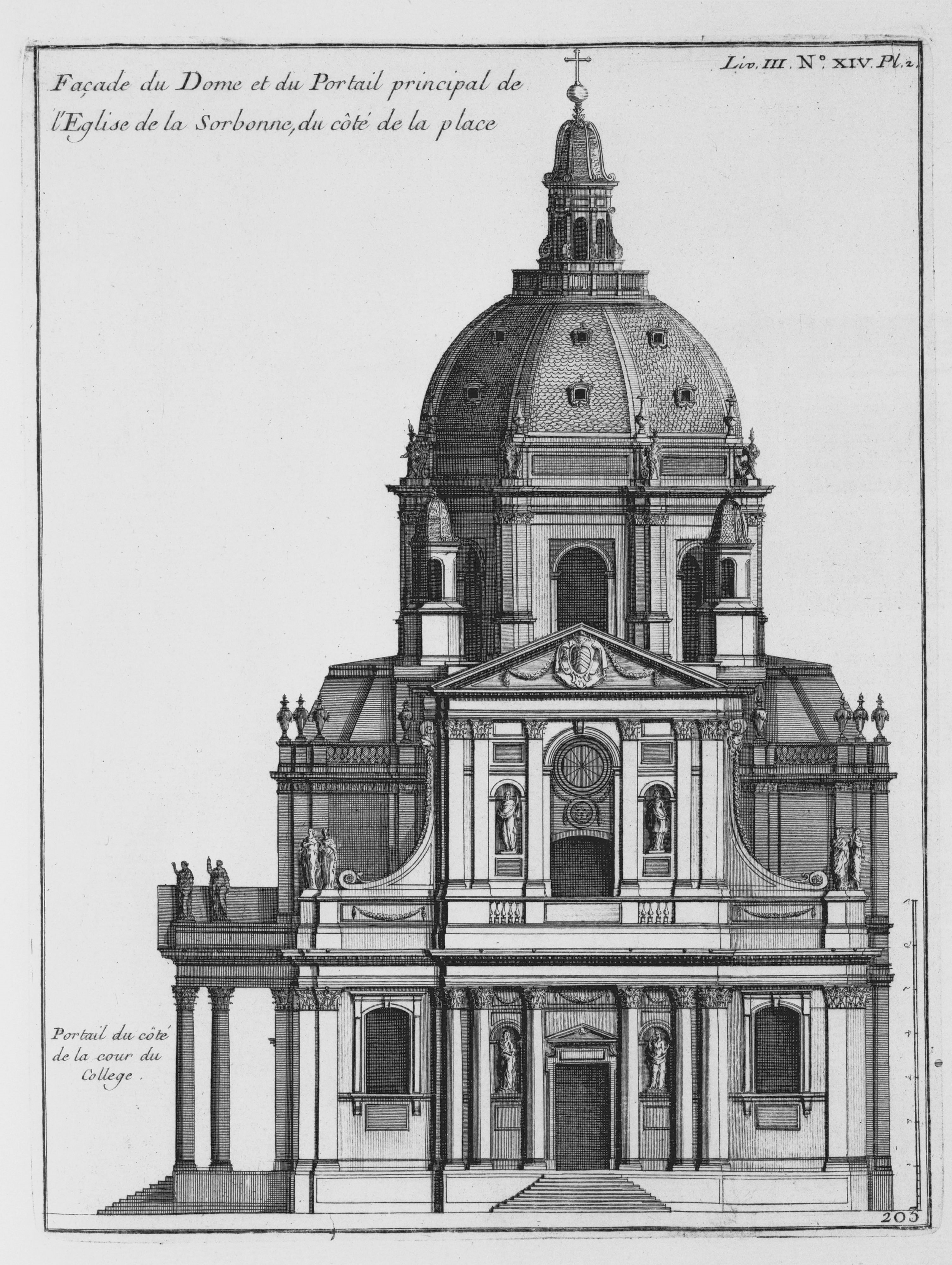
Alzado de la fachada

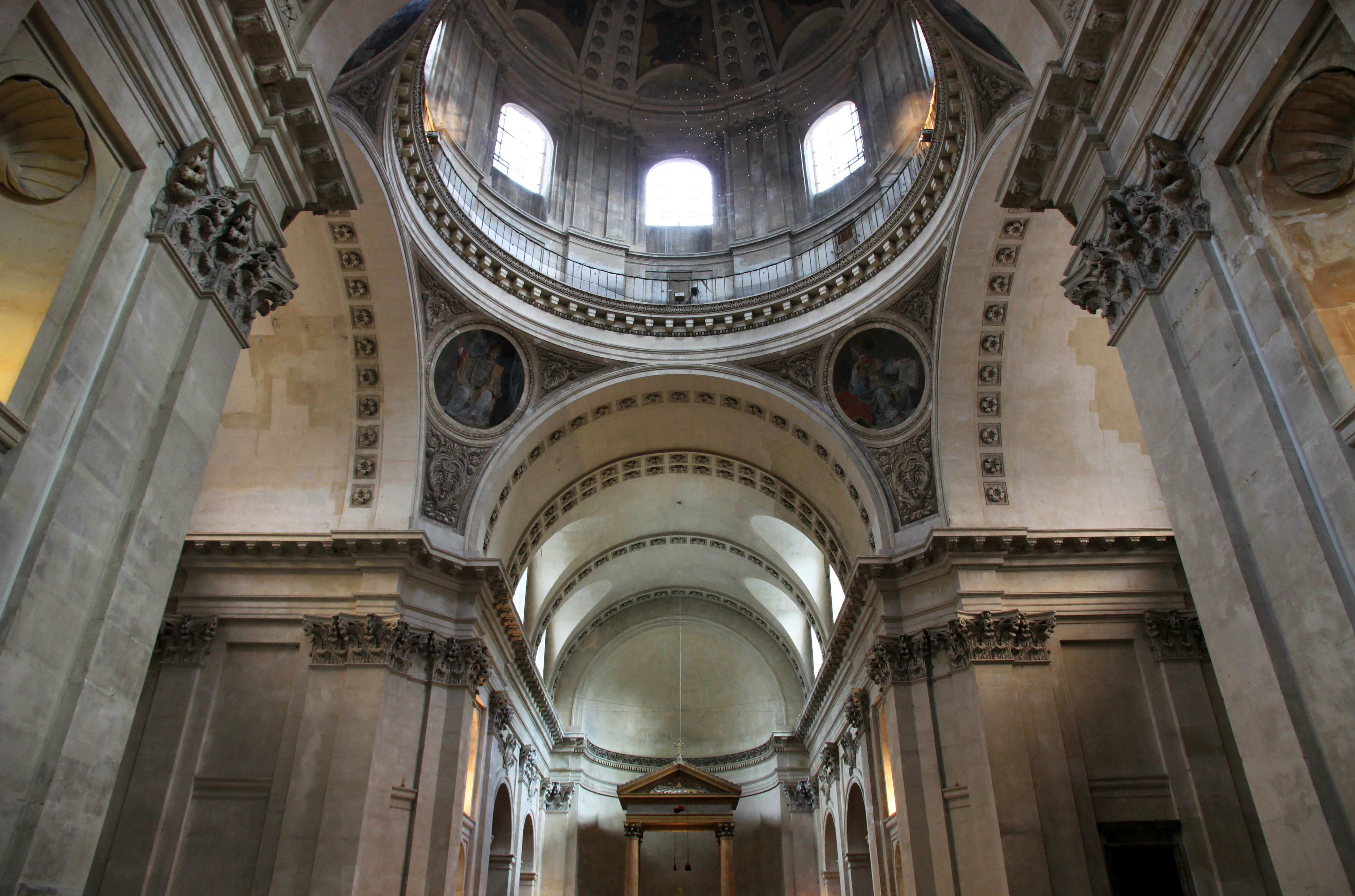
Vista interior

El proyecto de Jacques Lemercier se sitúa en continuidad de las reflexiones arquitectónicas del Renacimiento y del Barroco sobre el problema de las plantas de las iglesias. Se organiza en torno a una nave de tipo basilical, pero incorporando elementos de una planta centralizada: el transepto no es desplazado hacia el coro como en la planta clásica de cruz latina, sino que se dispone en el medio. Los volúmenes se distribuyen así de forma simétrica tanto si se ingresa por la plaza o por el patio de la Sorbona. La encrucijada de los dos ejes está coronada por una doble cúpula sobre un tambor con ocho ventanas. Dos altares se sitúan frente a las dos entradas: el altar principal se encuentra en el fondo del coro mientras que un altar monumental, dedicado al cardenal, se dispone ante el pórtico situado en el patio de la universidad. En los lados hay cuatro capillas.
La capilla, del lado de la plaza, domina el conjunto de la fachada de la universidad. Se distingue por sus proporciones elegantes, apreciables especialmente desde lejos y su cúpula sobre tambor. Prolonga y refina el trabajo realizado diez años antes por Lemercier en la iglesia Saint-Pierre-Saint-Paul en Rueil-Malmaison, encargada también por Richelieu. En línea con las iglesias barrocas, la fachada presenta dos hileras de columnas superpuestas de orden corintio y de orden compuesto, bordeadas en la planta de arriba por dos volutas. Está decorada con cuatro nichos que alojan cada uno una estatua: en la esquina superior izquierda, santo Tomás de Aquino; a la derecha, Pierre Lombard; en la parte inferior, Bossuet  a la derecha y Gerson a la izquierda. Otras cuatro estatuas prolongan las volutas en la cúspide de la planta de la plaza, entre las que se encuentran un Moisés y los santos Pedro y Pablo. La ventana central se modificó en el siglo XIX para incorporar un reloj coronado por las armas del cardenal y sostenido por dos musas.
Desde su edificación, la nueva capilla atrajo el entusiasmo de la sociedad cultivada. Fue el primer monumento de importancia en tener una cúpula en la capital. Las dos fachadas se leen como las dos caras de Roma: el pórtico con columnas en el patio recuerda a la antigua Roma del Panteón, mientras que la fachada barroca sobre la plaza recién liberada recuerda a la iglesia del Gesù de la Roma cristiana de la reforma católica. Sigue siendo considerada hoy una de las obras maestras de la arquitectura clásica francesa

Fachada oeste
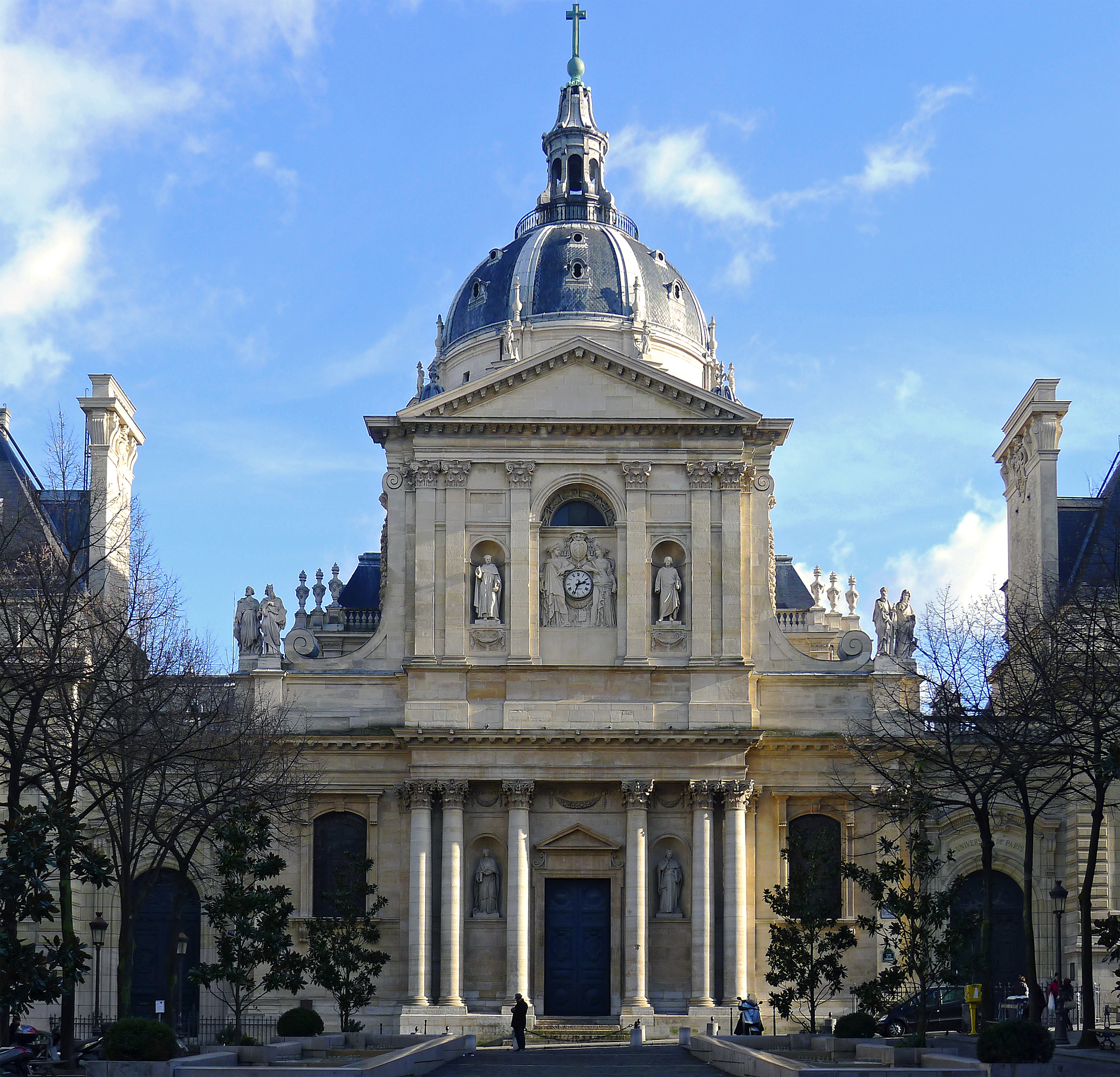
Fachada sobre la plaza
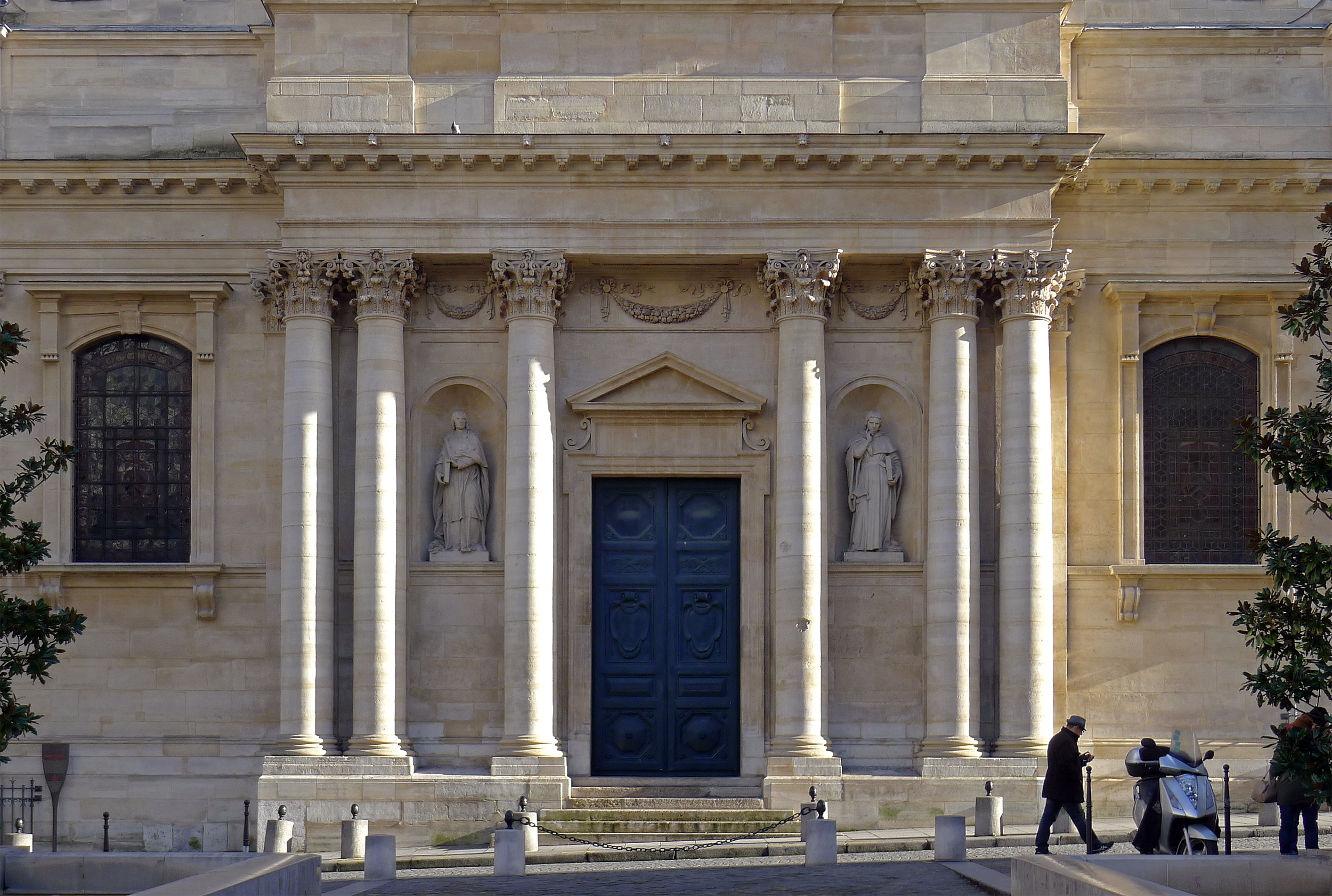
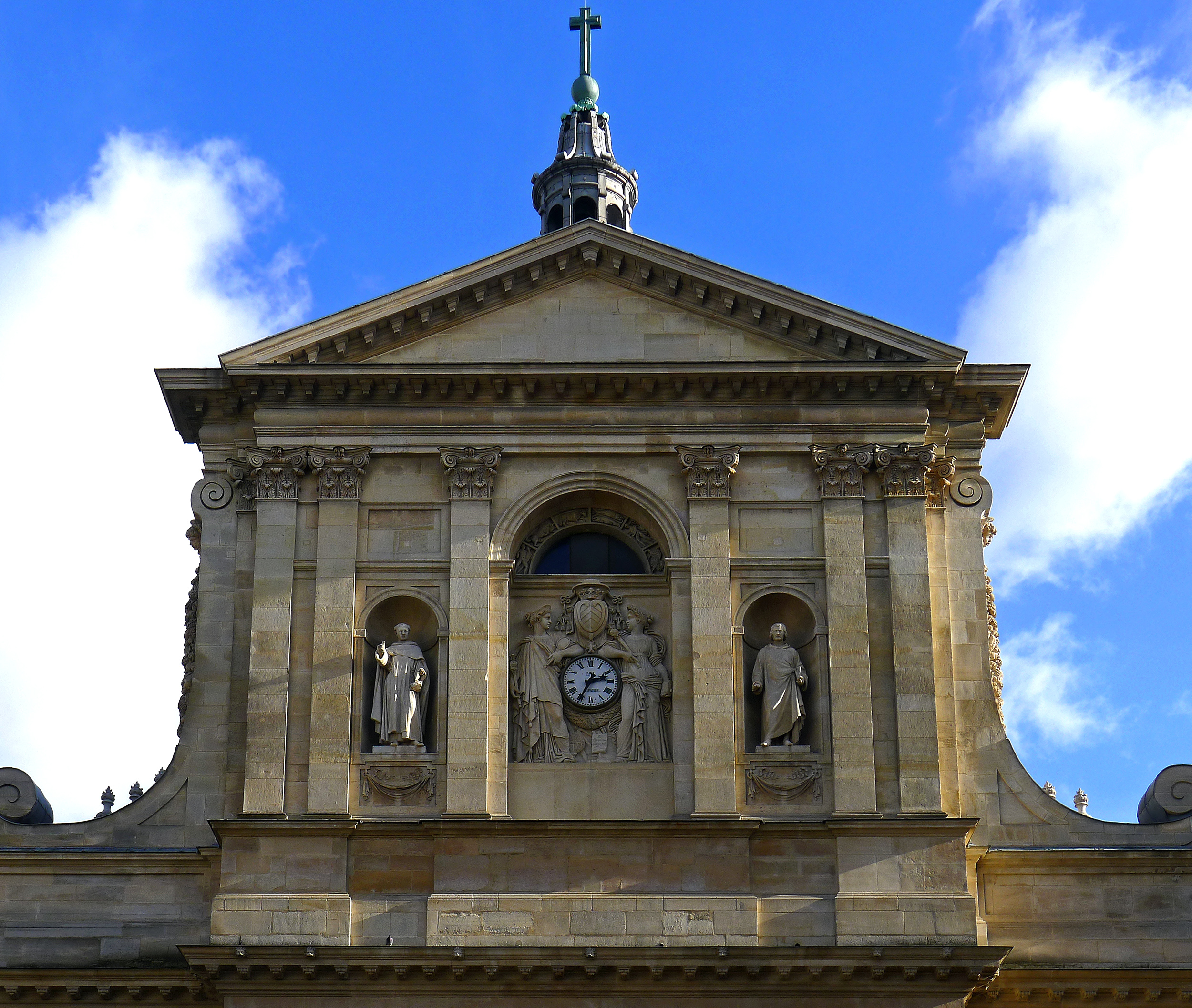
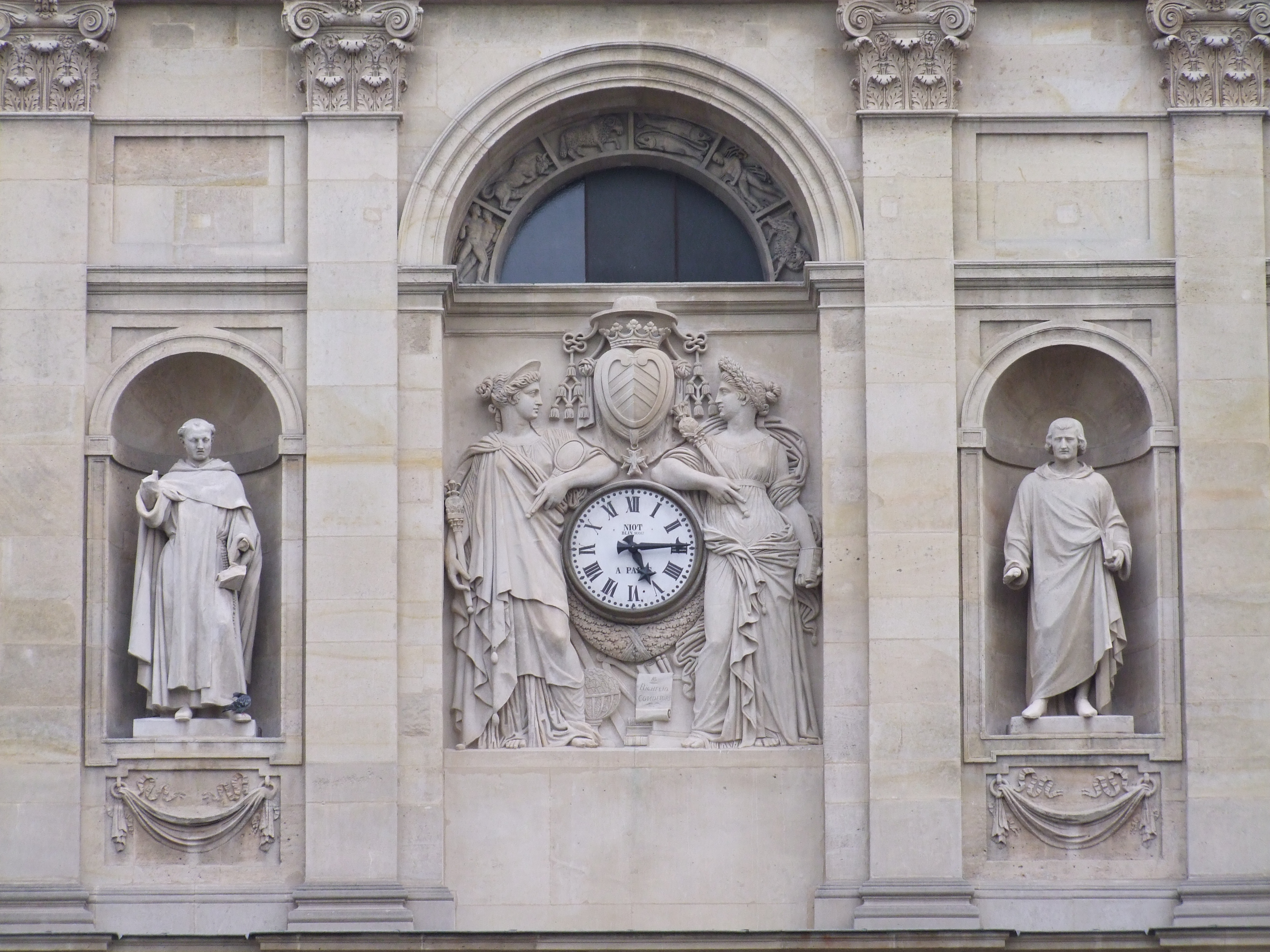
Detalle de la fachada

### Acondicionamiento interior
La decoración interior estuvo a cargo de Philippe de Champaigne, quien realizó las tablas, y de  François Girardon encargado de la tumba del cardenal. Las sillas  están talladas en roble con cubiertas de mármol rojo. La arquitectura interior es despojada, en piedra desnuda, simplemente decorada con pilastras y molduras que vienen a amenizar las estatuas en los nichos del primer piso. La decoración pintada se limita a las  tablas del altar y a la bóveda. Los cuatro colgantes del crucero representaban a los cuatro evangelistas. Fueron modificados en el siglo XIX para ilustrar las cuatro facultades de la nueva universidad de París: letras, ciencias, derecho y medicina. Según la tradición, el sombrero del cardenal ha estado colgado sobre el altar mayor, coronado por un crucifijo que data de la Restauración.
En el coro está la tumba del cardenal Richelieu, obra de Girardon (1628-1715). A la muerte del Cardenal, la duquesa de Aiguillon, su heredera, se hizo cargo de sus últimas voluntades. Encargó una tumba monumental que no se completó hasta 1694, el cuerpo de Richelieu se depositó en una cripta bajo el cenotafio. Consiste en una pileta de mármol blanco sobre la que descansa el cuerpo del cardenal sostenido por una figura de la religión. A sus pies está la figura de la ciencia, que también le llora. El monumento se ha desplazado varias veces en la iglesia, y ha reencontrado su lugar original entre las sillerias, el cardenal frente al altar. Como quiere la tradición, un sombrero de cardenal está suspendido sobre la tumba.
Sobre el porche de la plaza se encuentra el único órgano no modificado del constructor Louis-Paul Dallery, construido en 1825 bajo la dirección de su padre Pierre-François, sucesores de la dinastía Clicquot. En un estilo clásico francés, se considera como un testimonio excepcional de la construcción de órganos de principios del siglo XIX. Entregado en 1825, ha acogido a varios maestros de prestigio como Alexandre-Étienne Choron et Félix Clément.  Por falta de uso y mantenimiento desde 1885, ya no se puede tocar e incluso está en un estado preocupante de deterioro. Los tubos son regularmente robados o degradados, especialmente durante las instalaciones temporales y en cada episodio de ocupación de la Sorbona.

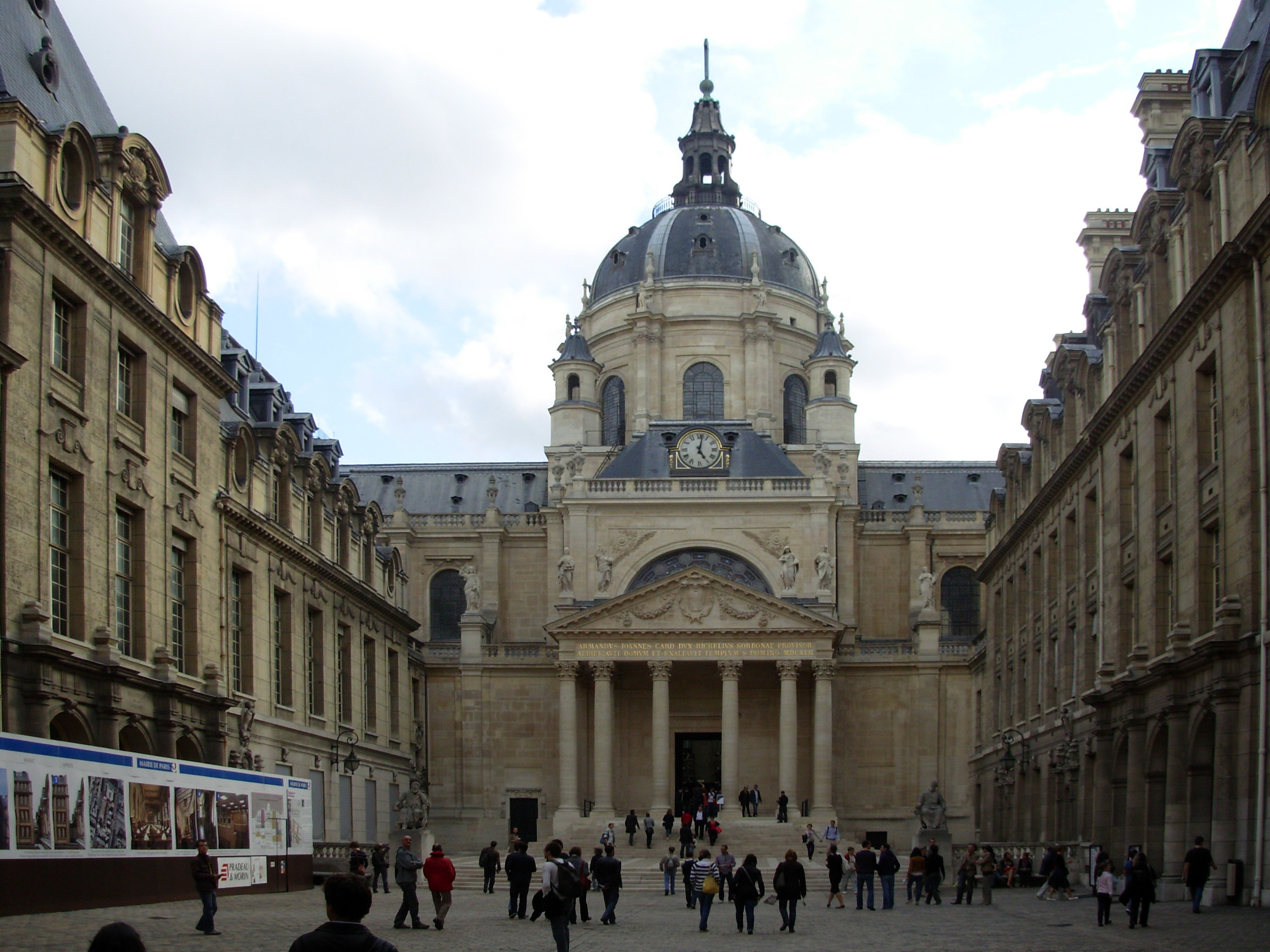
Fachada del patio
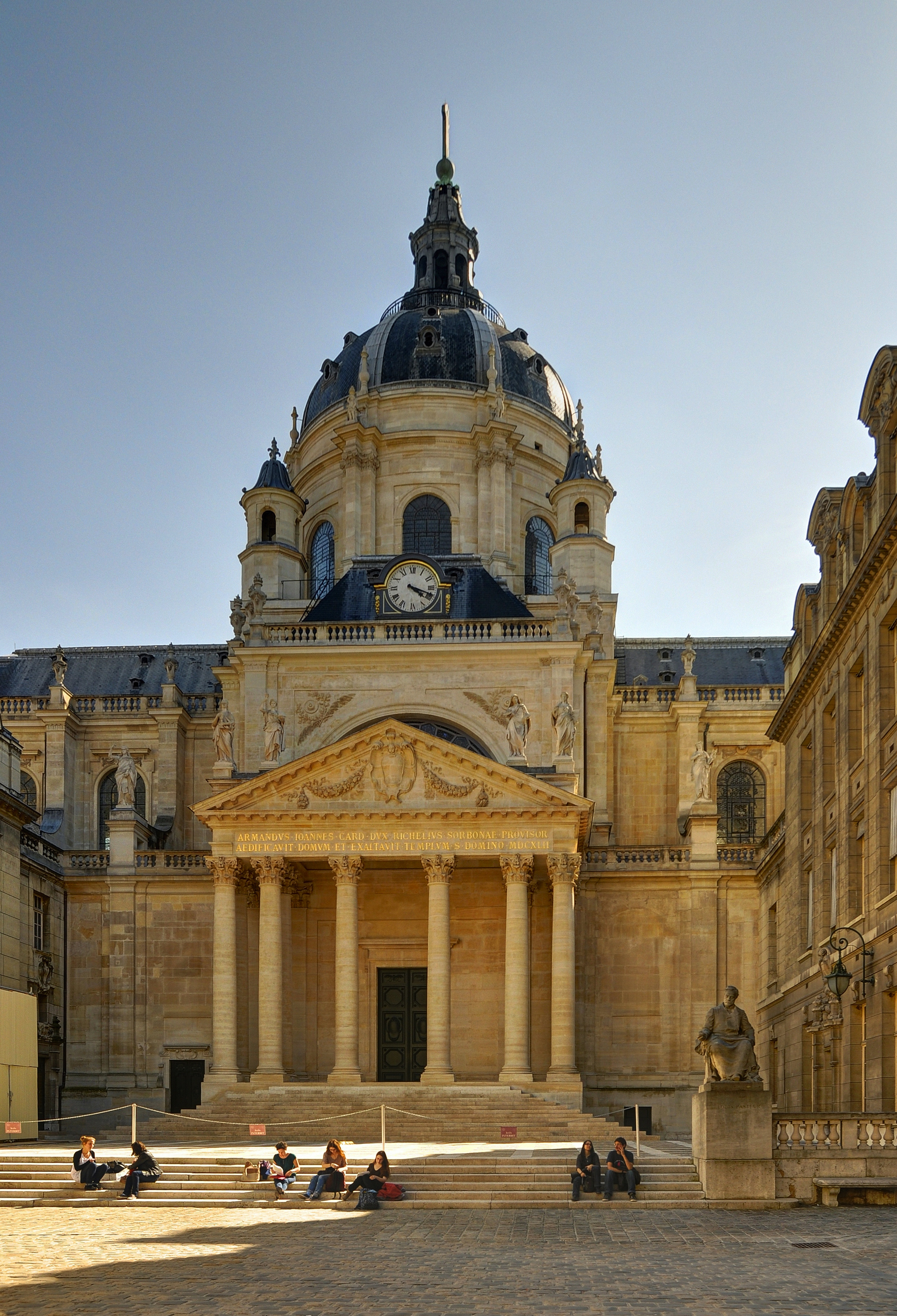
Fachada del patio
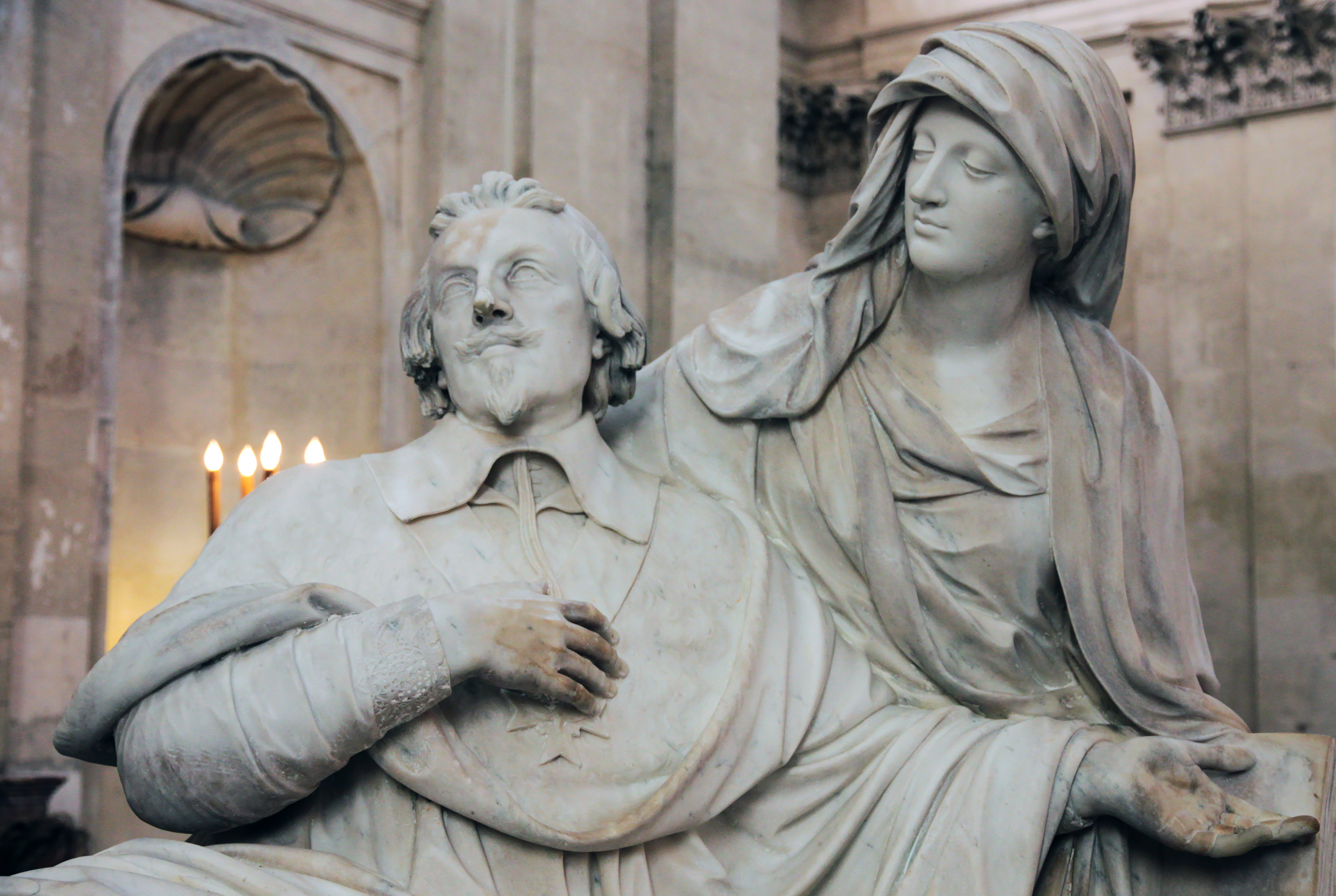
Cenotafio del cardenal de Richelieu

#### Composición del órgano
| Gran órgano, 54 notas (Ut1-Fa5) | Gran órgano, 54 notas (Ut1-Fa5) | Positivo, 54 notas (Ut1-Fa5) | Positivo, 54 notas (Ut1-Fa5) | Récit, 33 notas (La2-Fa5) | Récit, 33 notas (La2-Fa5) | Pédale, 22 notes (Sol0-Mi2) | Pédale, 22 notes (Sol0-Mi2) |
| Flauta (Fa#2)                   | 8′                              | Flauta (Ut3)                 | 8′                           | Bourdon                   | 8'                        | Flauta (Ut1)                | 8'                          |
| Prestant                        | 4'                              | Prestant                     | 4'                           | Corneta                   | IV                        | Flauta (Ut1)                | 4'                          |
| Bourdon-Flauta                  | 8′                              | Bourdon                      | 8′                           | Oboe                      | 8′                        | Trompeta                    | 10                          |
| Nasard                          | 2 2/3'                          | Nasard                       | 2 2/3'                       |                           |                           | Clairon                     | 5                           |
| Trompeta                        | 8′                              | Doublette                    | 2′                           |                           |                           |                             |                             |
| Clairon                         | 4′                              | Tierce                       | 1 3/5'                       |                           |                           |                             |                             |
| Voz humana                      | 8′                              | Trompeta                     | 8′                           |                           |                           |                             |                             |
|                                 |                                 | Cromorne                     | 8′                           |                           |                           |                             |                             |
|                                 |                                 | Plein-jeu                    | V                            |                           |                           |                             |                             |

## Devenir del monumento

### Utilización como lugar de culto
Durante los siglos anteriores a la revolución francesa, el monumento se utilizó para los servicios religiosos de la universidad de la Sorbona. En aplicación del testamento del cardenal Richelieu, también se celebraba una  misa anual de requiem. Durante el periodo de cierre de la Sorbona entre 1793 y 1808 la capilla fue desafectada. Volvió al culto en 1822, por iniciativa del duque de Richelieu, entonces ministro de Asuntos Exteriores. En 1828, su hermana donó diez mil francos para el restablecimiento de la misa anual, que se suspendió de nuevo en 1848.
El culto fue nuevamente restaurado en el año 1853 bajo la tutela del decano de la facultad de Teología, Henry Maret, rápidamente apodado el «obispo de la Sorbona». Siguiendo los debates del siglo, el culto de la Sorbona estuvo sujeto a una violenta controversia. La capilla fue finalmente cerrada al culto en diciembre de 1906, en virtud de la loi de séparation des Églises et de l'État (ley de separación de las Iglesias y del Estado). Sin embargo, se estableció una tolerancia de facto, que permitía que se celebrase una misa semanal durante el período de entreguerras. Una vez más recuperado el culto durante el régimen de Vichy, en beneficio del administrador diocesano Jean Rupp,  la Liberación cambió la situación. El nuevo capellán, Maxime Charles, intentando aprovecharse de la situación anterior, provocó que se celebraran varias ceremonias no oficiales sin autorización, lo que le valió la oposición del rector Gustave Roussy. La disputa fue decidida finalmente por el Tribunal Administrativo de París en 1957, con la casi desafectación total de la vocación religiosa del edificio. Solo se celebraba la misa de aniversario, generalmente a principios de diciembre, hasta la década de 1980. La decadencia del edificio, luego las obras y su uso como almacén durante la campaña de puesta en seguridad de la Sorbona, han vuelto imposible esta última celebración.

### Vicisitudes

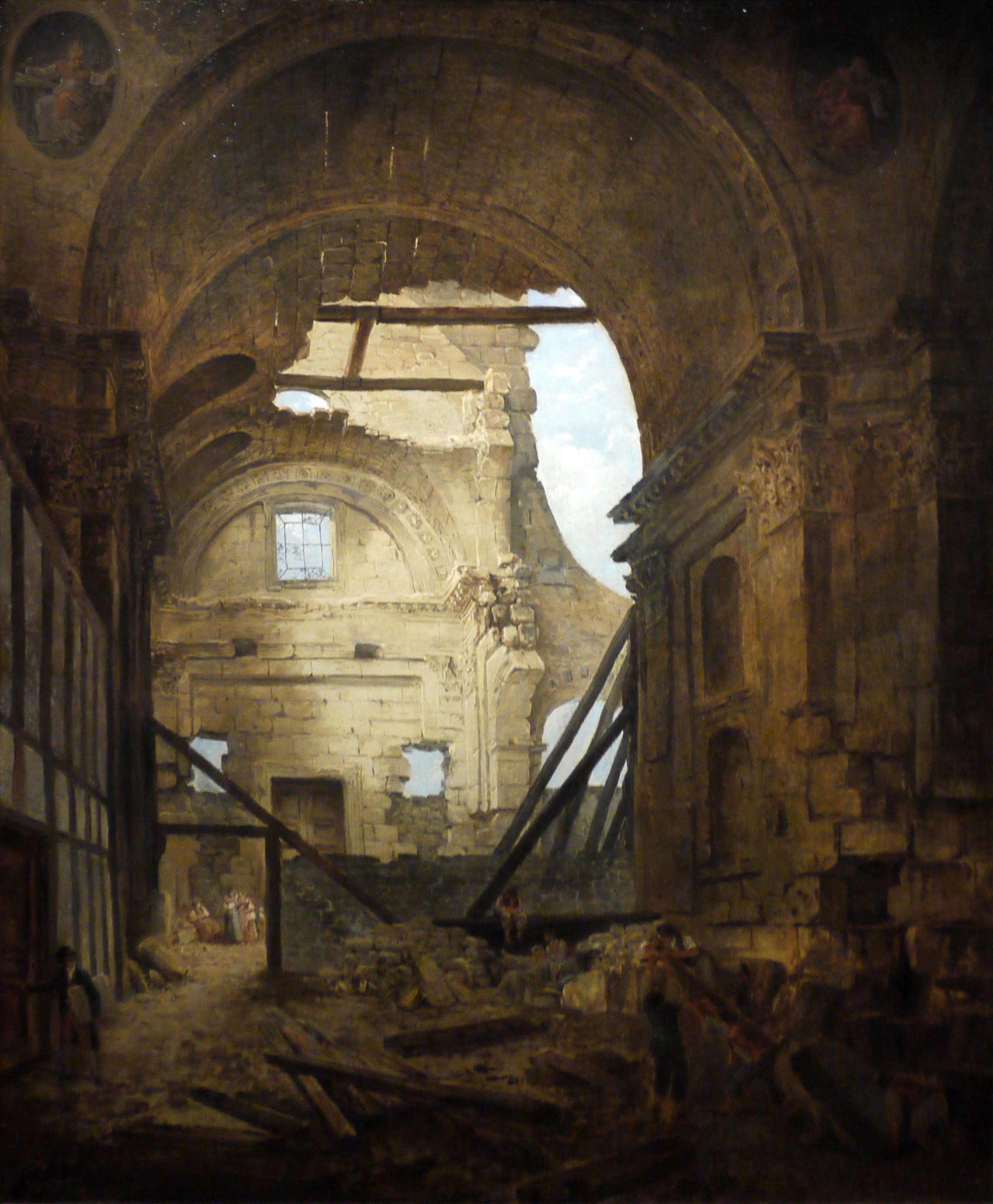
L'Église de la Sorbonne en ruine, ca. 1800. Tabla de Hubert Robert, musée Carnavalet (París)

Durante la Revolución, el edificio fue saqueado durante el mes de diciembre de 1794: la memoria de la política fiscal de Richelieu era tan fuerte que la población de París se precipitó a la Sorbona para vengarse de este símbolo de lo que fue el absolutismo más feroz. La tumba del cardenal fue atacada (la nariz está rota), y su cuerpo, sacado de la cripta, fue desmembrado. Solo su cabeza se conservará en dos partes, antes de ser reemplazada en el siglo XIX. Varias veces exhumado, se reubicó solemnemente en 1971, al mismo tiempo que una placa conmemorativa. La cincuentena de ataúdes  hallados en la cripta fueron vaciados por revolucionarios y los huesos arrojados juntos en una cava. Las obras artísticas fueron dispersas o destruidas, de modo que la capilla ahora no contiene casi ninguna decoración.
En el siglo XIX, se consideró sucesivamente transformarlo en un anfiteatro, dividirlo en salas, o incluso en destruirlo. Ya no se usó más que para exposiciones o conciertos, y se degradó gradualmente durante el siglo XX. La capilla de la Sorbona fue objeto de una clasificación en el título de los monumentos históricos el 10 de febrero de 1887.
La tormenta de 1999 dañó algunas de las estructuras y, por lo tanto, se cerró durante la década de 2000 por razones de seguridad. En 2004, el Estado y la ciudad de París emprendieron conjuntamente una campaña de restauración para consolidar las estructuras. El trabajo se completó en el verano de 2010. Tan pronto como se retiraron los andamios, el edificio se transformó en un espacio de almacenamiento en razón a la campaña de seguridad del complejo de la Sorbona.

### Necrópolis

#### Los Richelieu
Además de las figuras ya enterradas en la cripta de la primera capilla, el edificio reconstruido por Lemercier sirvió principalmente como lugar de enterramiento para los duques de Richelieu. Teniendo en cuenta las dispersiones del período revolucionario, se encuentran aquí en teoría todos o algunos de los huesos de los siguientes personajes:
- Armand Jean du Plessis de Richelieu, fundador (enterrado en 1642);
- Armand Jean de Vignerot du Plessis, segundo duque de Richelieu;
- Louis François Armand de Vignerot du Plessis de Richelieu, mariscal, tercer duque de Richelieu;
- Armand-Emmanuel du Plessis de Richelieu, quinto duque de Richelieu, ministro de Luis XVIII;
- Marie-Antoinette de Galiffet, esposa del cuarto duque;
- Armande Marie-Antoinette de Vignerot du Plessis de Richelieu, marquesa de Montcalm, hermana del quinto duque;
- Armande Simplicie Gabrielle de Vignerot du Plessis de Richelieu, marquesa de Jumilhac, demi-sœur duel quinto duque;
- Armand François Odet de La Chapelle de Saint-Jean de Jumilhac, sexto duque;
- Marie Odet Richard Armand de La Chapelle de Saint-Jean de Jumilhac, séptimo duque;
- Marie Odet Jean Armand de La Chapelle de Saint-Jean de Jumilhac, octavo y último duque, muerto en New York y enterrado en 1952 en la cripta.

#### Los muertos por Francia
Otros personajes relacionados con la historia de la Sorbona están enterrados también en la iglesia: 
- doce muertos por Francia durante la Segunda Guerra Mundial elegido por la  FEN, diez profesores y dos estudiantes (depositados  el 11 de noviembre de 1947):
  - Jean Cavaillès, matemático y compañero de la resistencia (depositado en 1946);
  - Joseph Rollo (1891-1945), institutor, resistente, deportado;
  - Georges Lapierre (1886-1945), institutor, resistente, deportado;
  - Raymond Deken (1910-1944), profesor en la universidad técnica de Lille, resistente;
  - Marie-Louise Zimberlin, profesor del  liceo La Prat' de Cluny, deportada;
  - Edmond Lackenbacher, profesor en el lycée Louis-le-Grand, muerto en la batalla;
  - Stéphane Piobetta, profesor del liceo Voltaire, resistente;
  - Fernand Holweck, físico, resistente;
  - Paul Reiss, profesor de la facultad de medicina de Estrasburgo, resistente;
  - François Raoul, profesor en el colegio moderno  de Arras, resistente;
  - Louis Boilet (1924-1944), estudiante;
  - Jean Gay (1923-16 de agosto de 1944), estudiante;
- las cenizas de cuatro de los cinco mártires del Lycée Buffon, depositadas en una urna común en 1952;
  - Jean-Marie Arthus, de 15 años en 1940;
  - Pierre Benoît, de 15 años en 1940;
  - Pierre Grelot, de 17 años en 1940;
  - Lucien Legros, de 16 años en 1940.

(El quinto mártir fue Jacques Baudry, de 18 años en 1940.)